# كيرا ماكاروفا
Kira S. Makarova ( (بالروسية: Кира Макарова)‏ ) عالمة بيولوجيا تطورية أمريكية إستونية معروفة بأبحاثها حول بيولوجيا كريسبر وCas9 . وهي عالمة في المركز الوطني لمعلومات التكنولوجيا الحيوية .

## النشأة والتعليم
نشأت ماكاروفا في نارفا ، ثم جزءًا من الاتحاد السوفياتي ولاحقًا في إستونيا ، وتنافست على المستوى الوطني في أولمبياد الأحياء السوفياتية. بعد الانتهاء من المدرسة الثانوية حاولت دون جدوى لعدة سنوات دخول جامعة موسكو الحكومية . وبدلاً من ذلك ، دخلت معهد موسكو الطبي ، ولكن بعد الزواج والإنجاب ، انتقلت إلى جامعة ولاية نوفوسيبيرسك لتكون أقرب إلى أسرة زوجها. هناك ، أدى نقص إمدادات المختبر لها إلى العمل في علم الأحياء الحسابي . أكملت درجة الماجستير في عام 1991 ،  وفي عام 1996 أكملت الدكتوراه في of cytologyand genetics.com معهد علم الخلايا وعلم الوراثة التابع للأكاديمية الروسية للعلوم في نوبوسيبيرسك.  اشتمل عملها في المعهد على تصميم قليل النوكليوتيدات الاصطناعية ، وبشكل منفصل ، استخدام بيانات تردد قلة الببتيد لتصنيف البروتينات . 

## مهنة وأبحاث لاحقة
عندما انتقل زوج ماكاروفا إلى الولايات المتحدة للعمل مع Koonin.com يوجين كونين في المركز الوطني لمعلومات التكنولوجيا الحيوية ، وجد كونين منصب ماكاروفا كزميل باحث في جامعة الخدمات المنظمة للعلوم الصحية ، حيث يدرس دويوكوكس راديورانس ، وهي بكتيريا يمكنها تحمل الظروف القاسية للغاية . في عام 2001 ، استأجرت كونين ماكاروفا للانضمام إليه في المركز الوطني لمعلومات التكنولوجيا الحيوية. في المركز ، بداية من عام 2006 ، قامت ماكاروفا وزملاؤها في العمل بالتحقيق في نظام كريسبر- 9ووظيفته البيولوجية ك نظام مناعة جرثومي. ازداد الاهتمام بالنظام بعد أن استخدمه باحثون آخرون في وقت لاحق لإجراء تحرير الجينوم . 
يتضمن بحث ماكاروفا المستمرعلم الجينوم المقارن ووظائف الجينات والبروتين في الأركيا . وهي المشرف علي قاعدة بيانات للبروتينات القديمة وعلاقاتها. 

## روابط خارجية
- كيرا ماكاروفا منشورات مفهرسة من قبل جوجل سكولار